# Lockheed-Skandal
Die Lockheed-Skandale wurden durch eine Serie von Bestechungen und Zuwendungen des US-amerikanischen Flugzeugherstellers Lockheed ausgelöst. Sie verursachten heftige politische Kontroversen in der Bundesrepublik Deutschland, Italien, den Niederlanden und Japan. Der Skandal war 1977 in den USA Anlass für die Einführung des Foreign Corrupt Practices Act.

## Deutschland

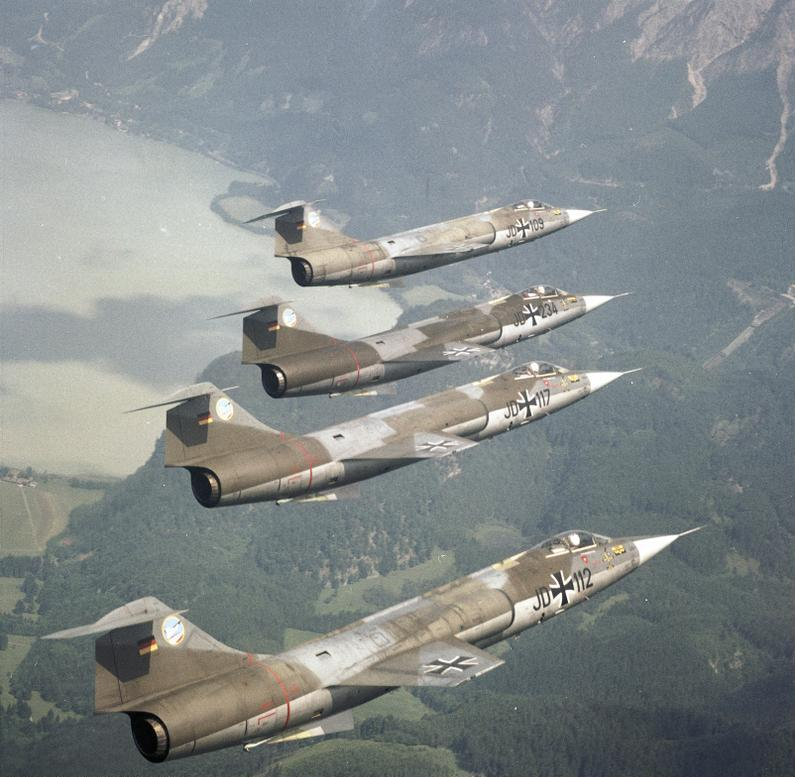
Lockheed Starfighter der Luftwaffe

Nach Aussagen des ehemaligen Lockheed-Lobbyisten Ernest F. Hauser erhielten Verteidigungsminister Franz Josef Strauß und seine Partei 1961 10 Millionen US-Dollar für den Kauf von 916 F-104 Starfighter-Kampfflugzeugen. Strauß strengte daraufhin eine Verleumdungsklage gegen Hauser an. Die Untersuchung des Falls wurde zunächst aufgrund fehlender Beweise beendet.
Im Vorfeld der Bundestagswahl 1976 wurde die Debatte wieder aufgenommen. Den Medien wurden mehrere möglicherweise gefälschte Schreiben zugespielt, laut denen u. a. Manfred Wörner, CDU-Bundestagsabgeordneter und Mitglied des Verteidigungsausschusses, auf Einladung und Kosten der Firma Lockheed deren Fertigungsstätten in den USA besichtigt hatte. Es hatte sich auch herausgestellt, dass die meisten Lockheed-Dokumente des Verteidigungsministeriums bereits 1962 vernichtet worden waren. Aufgrund weiterer Verdachtsmomente wurde ein Untersuchungsausschuss im  Bundestag eingerichtet, der sich von Januar 1978 bis Mai 1979 erneut mit diesem Fall beschäftigte. Eine Untersuchung von Unterlagen der Firma Lockheed durch US-amerikanische Behörden ergab, dass Wörners Reise durch den Bundestag finanziert worden war und im Zusammenhang mit einem Probeflug mit einer Lockheed S-3 stand. Lediglich ein Teil der Reisekosten für Wörners Sekretärin und Wörners Rückflugticket von den USA nach Deutschland wurden von Lockheed bezahlt:

“Woerner was accompanied by his secretary and a portion of her expenses were paid by Lockheed. Further, Woerner ‘lost’ his government paid ticket back to Germany and Lockheed ‘accommodated’ him by giving him another ticket.”

„Wörner wurde von seiner Sekretärin begleitet und ein Teil ihrer Ausgaben wurde von Lockheed bezahlt. Weiter ‚verlor‘ Wörner sein von der Regierung bezahltes Rückflugticket nach Deutschland und Lockheed kam ihm mit der Ausgabe eines anderen Tickets ‚entgegen‘.“

Der bei Lockheed angestellte Lobbyist Christian Steinrücke warnte im Oktober 1975 Martin J. Hillenbrand, Botschafter der USA in Deutschland, davor, die Hintergründe der Starfighter-Beschaffung zu erforschen, da dies Schwierigkeiten für Franz Josef Strauß nach sich ziehen könne:

“Steinrücke warned me not to ask too many questions about the F-104 procurement because it would mean ‘great trouble for Herr Strauss’. He did not elaborate but from the tone of his remarks he was talking about Strauss’ position in the next election campaign. His comments indicated that he is closely tied to the CSU and follows its strategies and finances closely. ‘Why should you be concerned if American multinationals give money in political campaigns?’ he asked at one point.”

„Steinrücke warnte mich davor, zu viele Fragen über die F-104-Beschaffung zu stellen, weil dies ‚großen Ärger für Herrn Strauß‘ bedeuten würde. Lediglich der Ton seiner Bemerkungen wies darauf hin, dass er über Strauß’ Rolle im nächsten Wahlkampf sprach. Seine Bemerkungen legten nahe, dass er der CSU nahestand und ihre Strategie und Finanzen eng verfolgte. ‚Warum sollte es uns stören, wenn amerikanische Konzerne Geld für Wahlkämpfe zur Verfügung stellen?‘, fragte er einmal.“

Untersuchungen durch Fritz-Josef Rath, den Leiter des Antikorruptions-Referats, ergaben, dass Lockheed etwa 1,1 bis 1,3 Millionen DM an Bestechungsgeldern zahlte, wobei eine „beträchtliche Summe“ an den Leiter der Abteilung „Luftwaffengerät“ im Bundesamt für Wehrtechnik und Beschaffung der Bundeswehr in Koblenz, Heinrich Sellschopp, geflossen sein soll.
Laut Aussagen des ehemaligen Lockheed-Verkäufers Paul White erhielten der Bankier Hermann Josef Abs und Franz Josef Strauß Gelder im Zusammenhang mit dem Verkauf von Flugzeugen des Typs Lockheed Super Constellation und Electra an die Lufthansa. Beim Verkauf der F-104 sei Lockheed ähnlich vorgegangen:

“White told the FMOD (Federal Ministry of Defense) that Lockheed had hired Frank Fahle at the suggestion of Herman Abs, that Abs and Strauss had received money in connection with the sale of Constellations and Electras to Lufthansa and that the same pattern of dealing was continuing on the 104 sale. White quit Lockheed before the 104 payments began and therefore could provide only the modus operandi.”

„White teilte dem Verteidigungsministerium mit, dass Lockheed auf Vorschlag von Herman Abs Frank Fahle eingestellt hatte, dass Abs und Strauß im Zusammenhang mit dem Verkauf von Constellation- und Electra-Maschinen an die Lufthansa Geld erhalten hatten und dass das gleiche Vorgehen auch beim Verkauf der 104 angewandt worden war. Da White vor den Zahlungen für die 104 bei Lockheed ausschied, konnte er lediglich über die allgemeine Vorgehensweise aussagen.“

## Italien
In Italien richtete sich das Interesse auf die Bestechung christdemokratischer Politiker. Die Untersuchungen wurden vom Nachrichtenmagazin L’Espresso vorangetrieben und betrafen vor allem den damaligen Staatspräsidenten Giovanni Leone, der am 15. Juni 1978 zurücktrat. Der ehemalige Verteidigungsminister Mario Tanassi (PSDI) wurde vor dem Verfassungsgericht verurteilt, während sein Amtsvorgänger Luigi Gui (DC) freigesprochen wurde.

## Niederlande
Prinz Bernhard erhielt 1,1 Millionen US-Dollar Bestechungsgelder von Lockheed, um eine Entscheidung zugunsten der Lockheed F-104 und gegen die Dassault Mirage herbeizuführen. Ministerpräsident Joop den Uyl ordnete eine Untersuchung des Falls an. Prinz Bernhard wies zunächst alle Vorwürfe zurück, musste sich aber dennoch von allen öffentlichen Ämtern zurückziehen. Nach seinem Tod 2004 wurde der Untersuchungsbericht veröffentlicht, der seine Schuld zweifelsfrei belegte.

## Japan

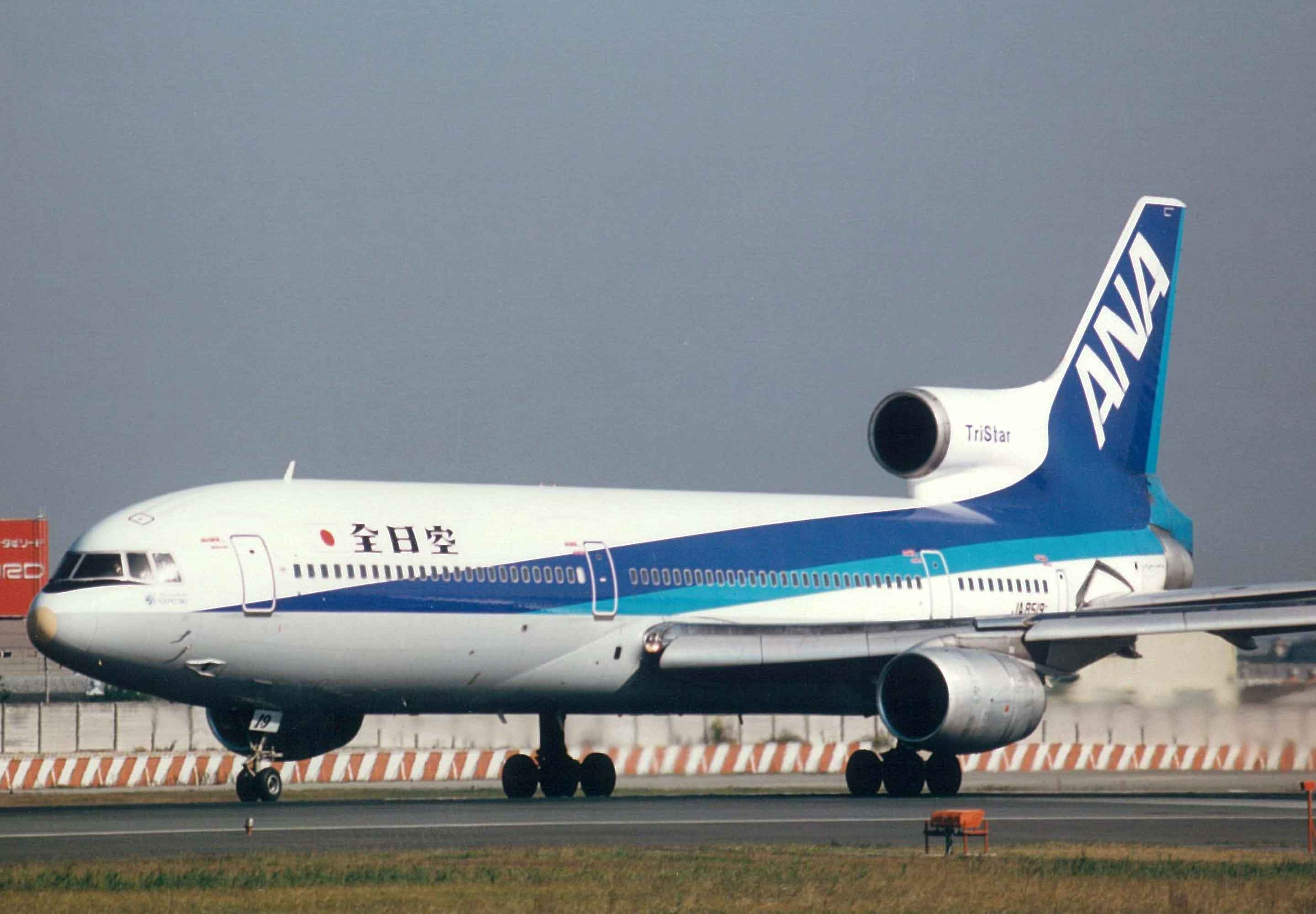
Lockheed L-1011 TriStar der All Nippon Airways

Der japanische Lockheed-Skandal war die größte Korruptionsaffäre im Nachkriegs-Japan. Unter anderem durch das Geständnis des Lockheed-Vizepräsidenten Carl Kotchian vor einem Ausschuss des US-Senats am 6. Januar 1976 konnte dem ehemaligen japanischen Premierminister Kakuei Tanaka nachgewiesen werden, dass er von Lockheed drei Millionen US-Dollar erhalten hatte, um sich für den Kauf der Lockheed Tristar durch die japanische Fluggesellschaft All Nippon Airways einzusetzen. Bei der sogenannten „Lockheed-Wahl“ von 1976 verlor seine Liberaldemokratische Partei erstmals die absolute Mehrheit im Unterhaus. Das Strafverfahren gegen Tanaka zog sich jahrelang hin. Er verstarb 1993, noch bevor das Urteil der letzten Instanz verkündet wurde.

## Vereinigte Staaten
Um die Jahreswende 1975/76 befasste sich ein Unterausschuss des US-Senats mit den Bestechungsvorwürfen und kam zu dem Schluss, dass insgesamt 22 Millionen US-Dollar an Offizielle befreundeter Regierungen gezahlt worden seien, um den Kauf von Lockheed-Flugzeugen herbeizuführen. Daraufhin traten Lockheeds Vorsitzender Daniel Haughton und sein Stellvertreter Carl Kotchian am 13. Februar 1976 von ihren Posten zurück. Der Skandal gab den Anstoß zum Foreign Corrupt Practices Act, der von Präsident Jimmy Carter am 19. Dezember 1977 unterschrieben wurde. Seitdem ist es allen US-Amerikanern verboten, Bestechungsgelder an Offizielle ausländischer Regierungen zu zahlen.